# Magnolia globosa
Magnolia globosa là một loài thực vật có hoa trong họ Magnoliaceae. Loài này được Hook.f. & Thomson mô tả khoa học đầu tiên năm 1855.